# Toholampi
Toholampi är en kommun i landskapet Mellersta Österbotten i Finland. Toholampi har 2 938 invånare och har en yta på 616,88 km². 
Grannkommuner är Kannus, Karleby, Lestijärvi och Sievi.
Toholampi är enspråkigt finskt.
Från Toholampi kyrkby till Karleby är det 65 kilometer. Några kilometer utanför kyrkbyn ligger hembygdsmuseet Häkkilän kotiseutumuseo. Kyrkbyn har en befolkning på 1 000-1 500 personer. Den näst största byn är Sykärinen med en befolkning på 100-200 personer.
Trä- och matförädling har historiskt varit den huvudsakliga industrin i Toholampi.

## Historia
Toholampi fick sin nuvarande befolkning då dessa "ödemarker" befolkades för gott på 1500-talet. Omkring 1500-talets mitt fanns sex gårdar, år 1600 14 gårdar och 1710 29 gårdar. Man fick sin huvudförsörjning genom jordbruket, främst kreatursskötsel, samt sidoförsörjning av fiske, tjärbränning och järnframställning.
Efter stora ofreden kom befolkningstillväxten ordentligt igång i Toholampi. År 1810 bodde 1 380 personer där och 1900 3 674 personer. Som mest bodde det omkring 1950 nästan 5 000 personer i Toholampi.
Toholampi tillhörde i äldsta tider Pedersöre socken, men från 1575 Lochteå. År 1665 blev Toholampi predikogäll och 1775 kapellförsamling. Egen församling blev Toholampi 1859. År 1665 byggdes ett mindre bönehus. Detta revs 1765 då en ny kyrka uppfördes, men även den ersattes av den nuvarande av Carl Axel Setterbergs hand, uppförd 1861. I kyrkan finns en altartavla vid namn Aftonvarden från 1761 av Johan Backman. Den nuvarande kyrkans byggande hade föregåtts av en 34-årig strid om var den skulle uppföras. I Sykärinen i Toholampi uppfördes 1961 ett kapell, efter Pertti Luostarinens ritningar.

### Administrativ historik
1 januari 2004 tillfördes ett område med 4 invånare från Kannus stad.

## Geografi
Genom Toholampi rinner ån Lestijoki.

## Politik

### Mandatfördelning i Toholampi kommun, valen 1976–2021
| 2 | 3 | 14 | 2 |

| 1 | 3 | 15 | 2 |

|  | 5 |  | 18 | 2 |

|  | 4 |  | 18 |  | 2 |

|  | 5 |  | 17 |  | 2 |

| 4 | 19 | 2 | 2 |

| 4 | 14 | 1 | 2 |

| 4 | 15 | 1 | 1 |

| 14 | 7 |

| 2 | 3 | 14 | 1 | 1 |

| 14 | 7 |

| 3 | 2 | 14 | 1 | 1 |

| 13 | 8 |

| 3 | 1 | 10 | 1 | 2 |

| 12 | 5 |

| 2 | 1 | 13 | 1 | 2 |

| 12 | 7 |

## Demografi

### Befolkningsutveckling
| Befolkningsutvecklingen i Toholampi kommun 1975–2020                                                         | Befolkningsutvecklingen i Toholampi kommun 1975–2020 | Befolkningsutvecklingen i Toholampi kommun 1975–2020 | Befolkningsutvecklingen i Toholampi kommun 1975–2020 | Befolkningsutvecklingen i Toholampi kommun 1975–2020 |
| --- | ---------------------------------------------------- | ---------------------------------------------------- | ---------------------------------------------------- | ---------------------------------------------------- |
| |                                                      |                                                      |                                                      |                                                      |
| År |                                                      |                                                      | Folkmängd                                            |                                                      |
| 1975 | 1975                                                 |                                                      | 3 828                                                |                                                      |
| 1980 | 1980                                                 |                                                      | 3 967                                                |                                                      |
| 1985 | 1985                                                 |                                                      | 4 064                                                |                                                      |
| 1990 | 1990                                                 |                                                      | 4 087                                                |                                                      |
| 1995 | 1995                                                 |                                                      | 4 023                                                |                                                      |
| 2000 | 2000                                                 |                                                      | 3 797                                                |                                                      |
| 2005 | 2005                                                 |                                                      | 3 667                                                |                                                      |
| 2010 | 2010                                                 |                                                      | 3 480                                                |                                                      |
| 2015 | 2015                                                 |                                                      | 3 311                                                |                                                      |
| 2020 | 2020                                                 |                                                      | 2 966                                                |                                                      |
| Anm: Uppgifterna avser förhållandena den 31 december nämnda år enligt områdesindelningen den 1 januari 2022. |                                                      |                                                      |                                                      |                                                      |

## Byar
- Alakylä